# Ревущие годы
«Ревущие годы» (также известен как «Инспектор Инкогнито»; итал. Gli anni ruggenti) — итальянский комедийный фильм 1962 года режиссёра Луиджи Дзампа. В главных ролях — Нино Манфреди и Джино Черви. Фильм снят по мотивам пьесы Н. В. Гоголя «Ревизор», однако действие перенесено в Фашистскую Италию 1930-х годов при власти Бенито Муссолини.

## Сюжет
События фильма происходят в Италии в конце 1930-х годов, когда у власти Бенито Муссолини. В маленький городок к мэру приходит письмо, что к ним едет проверяющий из Рима. В это время в городок из столицы приезжает страховой агент, со списком самых богатых людей города, чтобы застраховать их. Местные чиновники узнают про список, и поскольку они все в нём есть, то случайно воспринимают страхового агента за проверяющего. Для него убирают весь город, и готовят показательные будто вновь построенные фермы и аэропорт. Сам страховой агент влюбился в дочь мэра, и сначала он не понял, что его перепутали с проверяющим.

## В ролях
- Нино Манфреди — Омеро Баттифьори
- Джино Черви — Сальваторе
- Гастоне Москин — Кармине Пассанте
- Мишель Мерсье — Эльвира
- Анджела Луче — Роза